# 오토 크러거
오토 크루거(Otto Kruger, 1885년 9월 6일 ~ 1974년 9월 6일)는 미국의 배우이다.

## 영화
- 사랑 그리고 독신녀 (1964년)
- 행복에 젖은 아가씨 (1960년) - 윌 아더슨 역
- 영 필라델피안스 (1959년)
- 페리 메이슨 (1957년)
- 클라이막스! (1954년)
- 거대한 강박관념 (1954년)
- 하이 눈 (1952년) - 퍼시 메트릭 판사 역
- 서스펜스 (1949년)
- 백주의 결투 (1946년)
- 원더 맨 (1945년)
- 안녕, 내 사랑 (1944년) - 줄스 앰더 역
- 니커보커 홀리데이 (1944년)
- 커버걸 (1944년)
- 스테이지 도어 캔틴 (1943년)
- 타잔의 사막 미스터리 (1943년)
- 파괴 공작원 (1942년)
- 어나더 씬 맨 (1939년)
- 내가 법이다 (1938년)
- 땡스 포 더 메모리 (1938년)
- 데이 원트 포겟 (1937년) - 마이클 글리슨 역
- 드라큐라의 딸 (1936년)
- 체인드 (1934년)
- 보물섬 (1934년)
- 더 프라이즈파이터 앤 더 레이디 (1933년)